# Todd Ritter
Todd Ritter (* 1974 Danville Pensylvánie) je americký spisovatel, novinář a grafik. Je známý také pod pseudonymy Alan Finn a Riley Sager.

## Život a dílo
Narodil se a vyrostl v Danville v okrese Montour County v Pensylvánii. Od roku 1997 žije v Princetonu v New Jersey. Studoval v letech 1992–1996 na Pensylvánské státní univerzitě film a komunikaci, během studia působil jako filmový kritik. Od roku 1997 do roku 2007 pracoval v The Courier-News a od roku 2007 do roku 2014 v The Star Ledger. Psal filmové kritiky, zprávy, vedl rozhovory aj. Nyní se živí jako spisovatel. Jeho velkými vzory byli Walt Disney a Alfred Hitchcock.
Svá díla začal vydávat pod svým jménem, později používal pseudonym Alan Finn, úspěchu dosáhl psaním thrillerů pod pseudonymem Riley Sager. Jeho první thriller Final Girls (Poslední dívka) vyšel ve více než třiceti zemích a získal v roce 2018 International Thriller Writers Awards (ITW Thriller Award) za nejlepší román v pevné vazbě. Na filmovou adaptaci románu získal práva Universal Pictures. Román The Last Time I Lied (Poslední lež) byl vyhlášen bestsellerem deníku The New York Times. Kniha Lock Every Door byla adaptována do televizního seriálu, stejně tak thriller Home Before Dark.
V češtině vyšly jeho thrillery také v publikacích Záhada na druhou / Poslední lež / Vypůjčené kosti / Když se dá žena na vojnu (2020) a Zamkni poslední dveře / Hon naslepo / Pátá kolona / Rozhodni se sama (2021).

### Knihy vydané pod jménem Todd Ritter[7]
- Death Notice, 2010
- Bad Moon, 2011
- Devil's Night, 2013

### Knihy vydané pod pseudonymem Alan Finn[8]
- Things Half in Shadow, 2014

### Knihy vydané pod pseudonymem Riley Sager[9]
- Final Girls, 2017 (Poslední dívka, 2017)[10]
- The Last Time I Lied, 2018 (Poslední lež, 2019)[11]
- Lock Every Door, 2019 (Zamkni poslední dveře, 2020)[12]
- Home Before Dark, 2020 (Poslední, kdo zůstal, 2021)[13]
- Survive the Night,2021(Poslední noc, 2022)[14]
- The House Across the Lake, 2022
- The Only One Left, 2023